# Ромашки (Мелітопольський район)
Ро́машки (до 1945 — Дармштадт) —  село в Україні, в Мелітопольському районі Запорізької області. Входить до складу Новенської селищної громади. Населення становить 156 осіб.

## Географія
Село Ромашки розташоване на відстані 2,5 км від села Долинське та за 4 км від села Золота Долина.

## Історія
Колонія Дармштадт була заснована німцями-лютеранами в 1832 або 1840 році.
Станом на 1886 рік в колонії німців Дармштадт Ейгенфельдської волості Мелітопольського повіту Таврійської губернії мешкала 981 особа, налічувалось 65 дворів, існували школа та цегельний завод.
До війни в селі знаходився колгосп «Дармштадт».
З 25 вересня до початку жовтня 1941 року, напередодні окупації Мелітопольського району німецькими військами, органи НКВД провели операцію з депортації етнічних німців і менонітів, що проживають в селах району.
У роки окупації в Дармштадті була створена розвідувальна школа, де готувалися агенти-розвідники для німецької армії.
Від німецької окупації Дармштадт був звільнений 25 жовтня 1943 року.
У 1945 році Дармштадт був перейменований в Ромашки.
З 2004 року розроблялися проекти з газифікації села. У 2011 році були виділені необхідні кошти, у вересні — грудні 2011 року було прокладено 13 км газопроводів середнього та високого тиску від Долинського на Ромашки і далі на Полянівку, і 28 грудня 2011 року в село почав надходити природний газ.
19 травня 2016 року, на підставі розпорядження № 275 голови Запорізької обласної державної адміністрації, в селі Ромашки вулиця Тельмана отримала нову назву — вулиця Молодіжна.
До 2019 року орган місцевого самоврядування — Фруктівська сільська рада.

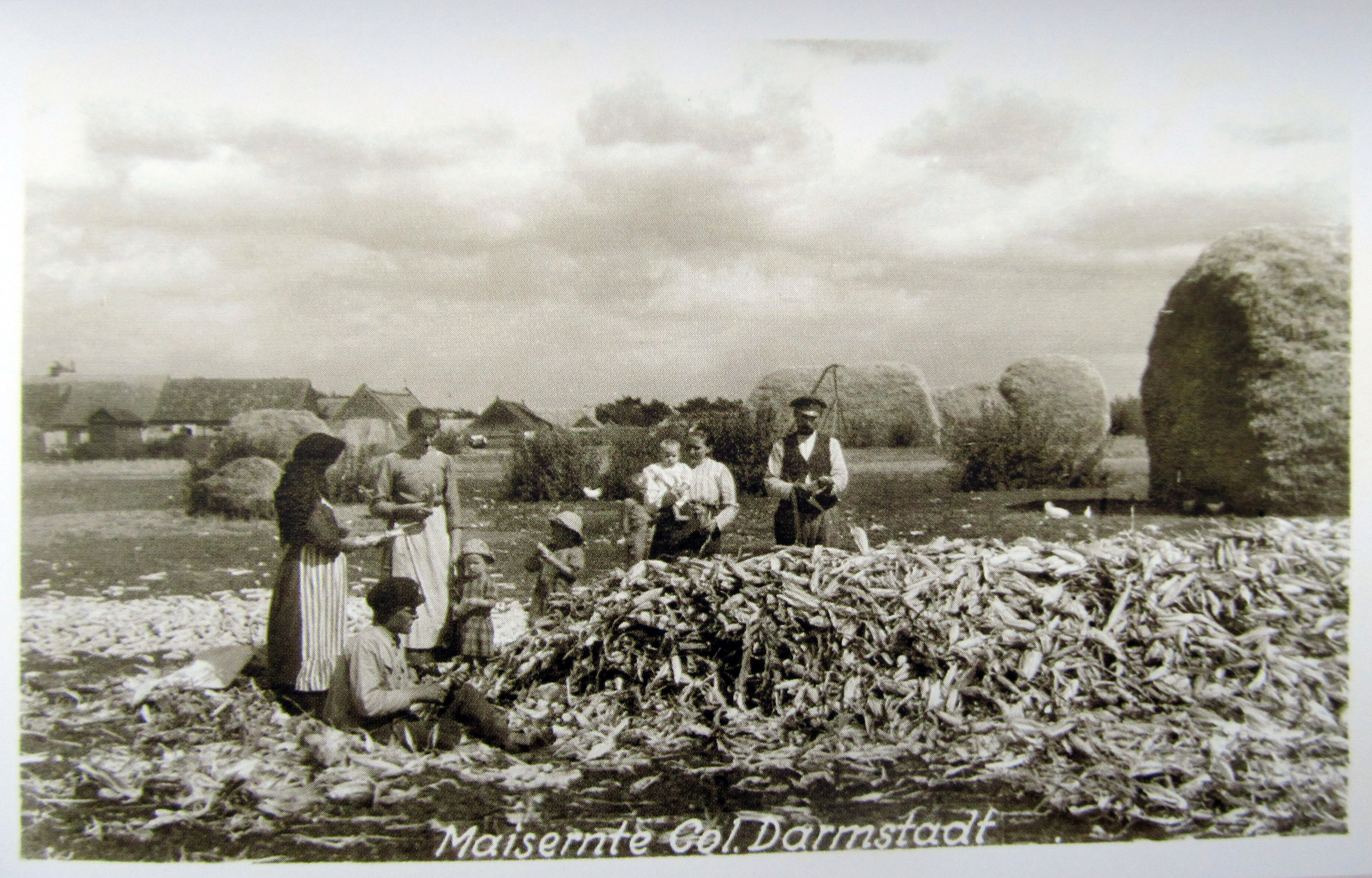
Сільськогосподарські роботи в колонії Дармштадт. 1918 рік
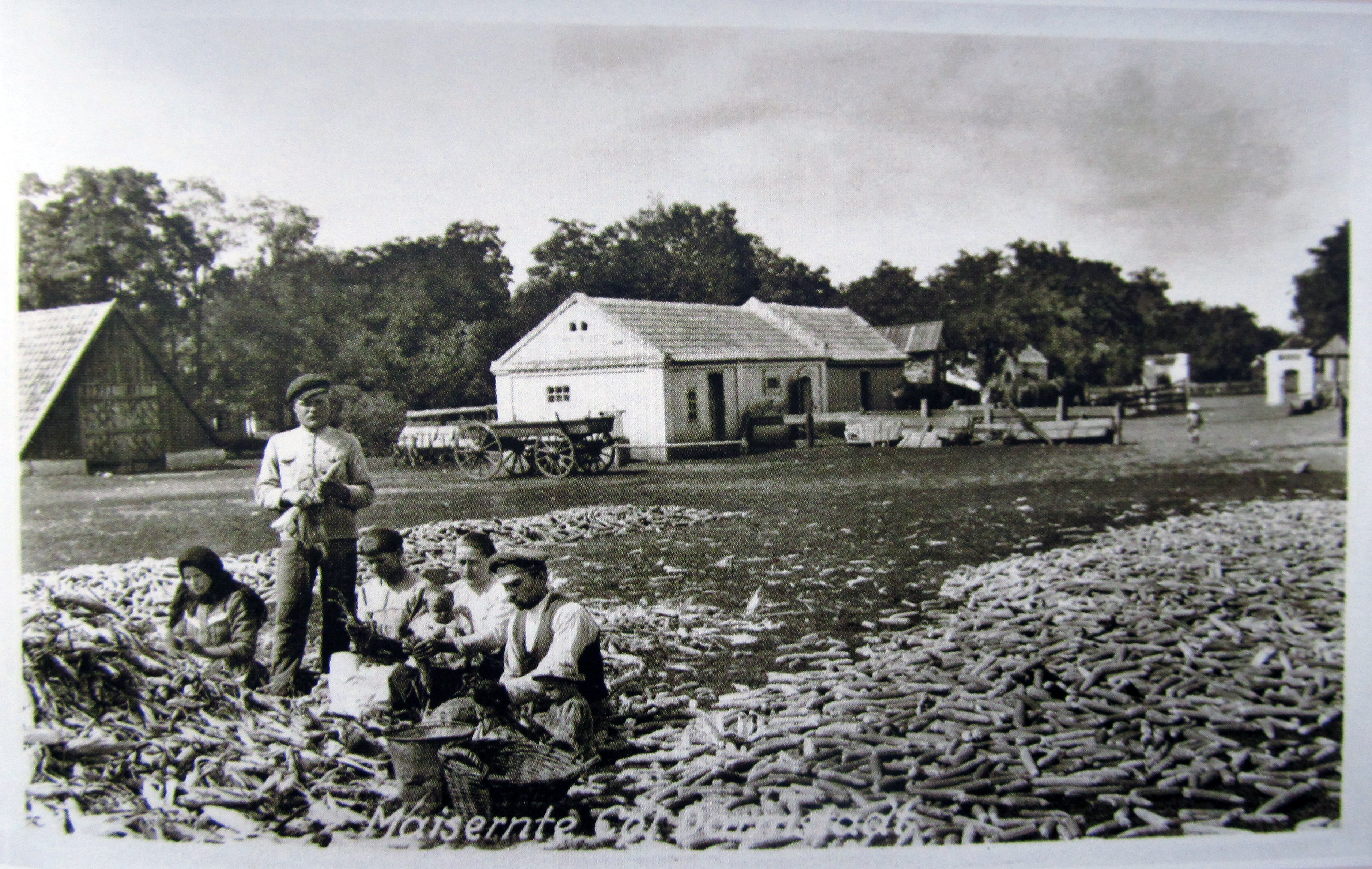
Обробка врожаю кукурудзи. Дармштадт, 1918 рік

## Відомі люди
- Хілько Федір Ілліч (1925—1999) — український радянський розвідник.